# Tramlijn 30/31 (Stockholm)
Tramlijn 30/31, ook Tvärbanan genoemd, is een tramlijn in Stockholm. De lijn heeft een totale lengte van 20 kilometer en is uitgevoerd in normaalspoor (1435 millimeter). Dankzij een groot aandeel vrije baan en de grote voertuigen valt het systeem onder de categorie sneltram/lightrail.
Het materieel bestaat uit twee typen: de A32 en A35. De A32 is een zesassige versie van de Flexity Swift van Bombardier. De A35 een achtassige versie van de Urbos AXL van CAF.

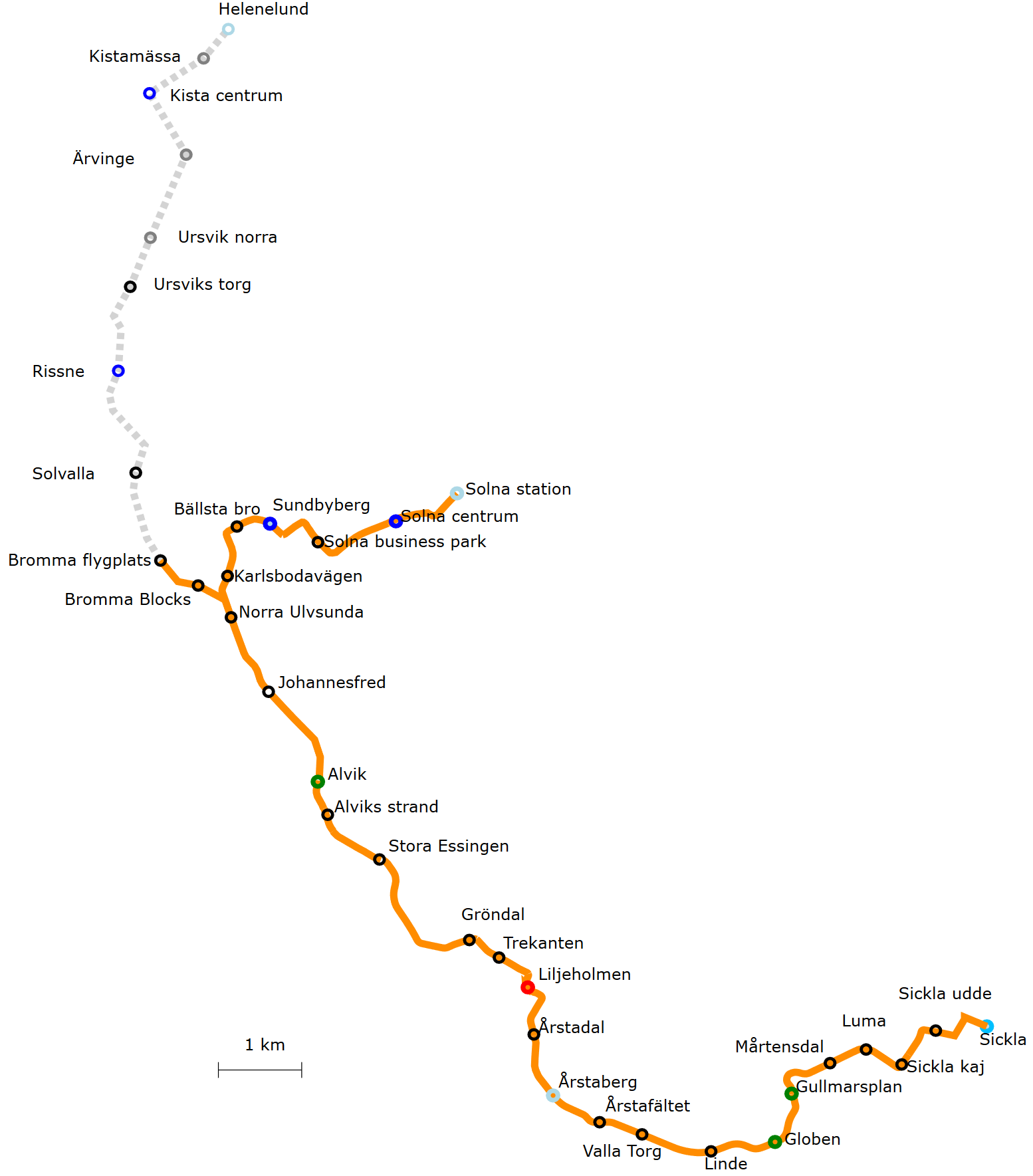
Lijnenloop 30/31 met geplande uitbreiding.

## Verloop
Lijn 30 begint bij Solna station en rijdt via Solna naar het stadsdeel Alvik, bij het metrostation Alvik en het eindpunt van tramlijn 12. De route voert vervolgens door de stadsdelen Stora Essingen, Gröndal, Liljeholmen, Årsta en Johanneshov, om vervolgens te eindigen in Sickla. Lijn 31 bedient de zijtak van Bromma flygplats naar Alviks Strand.

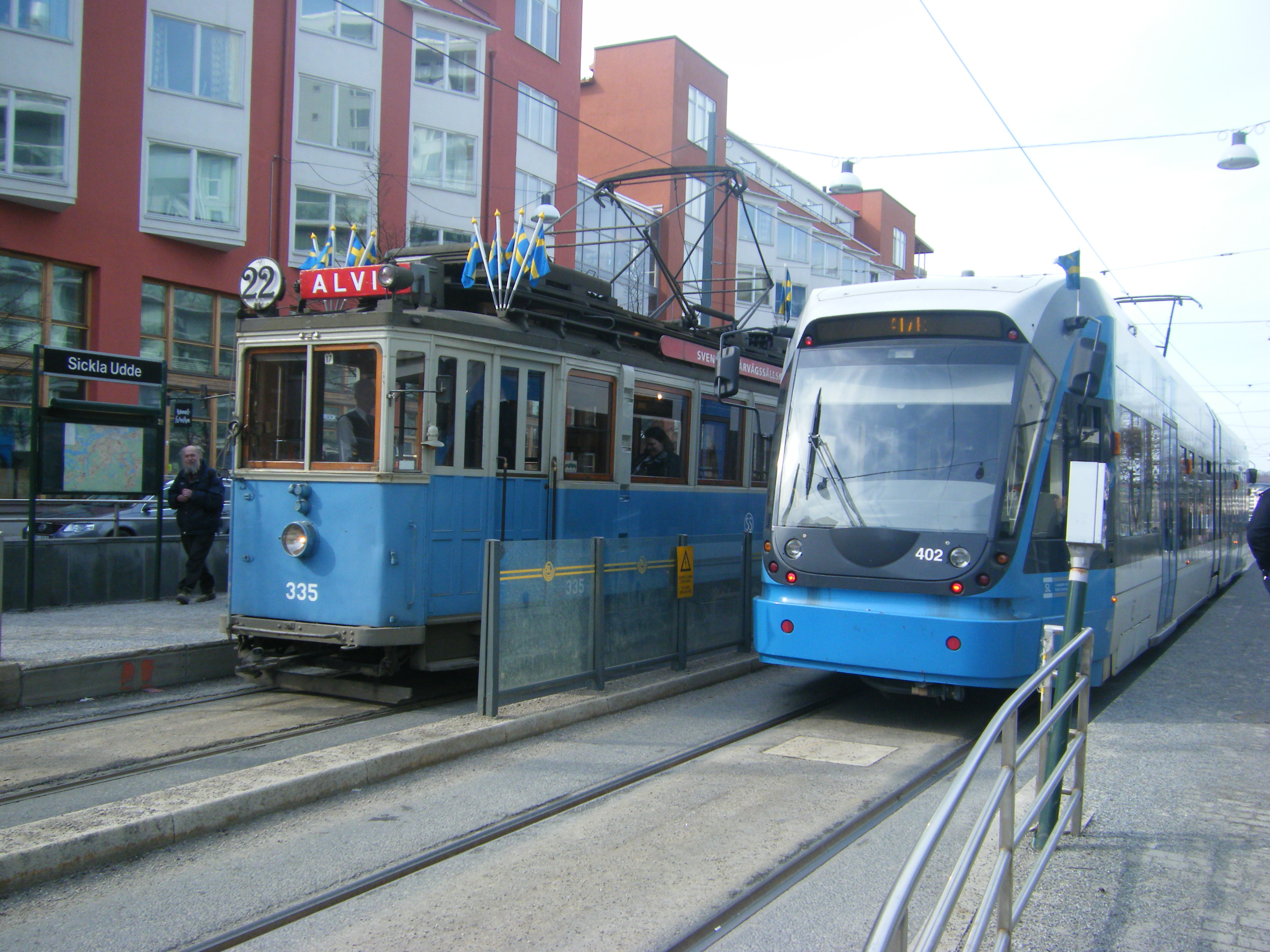
Oude en nieuwe tram op de Tvärbanan; 2010.

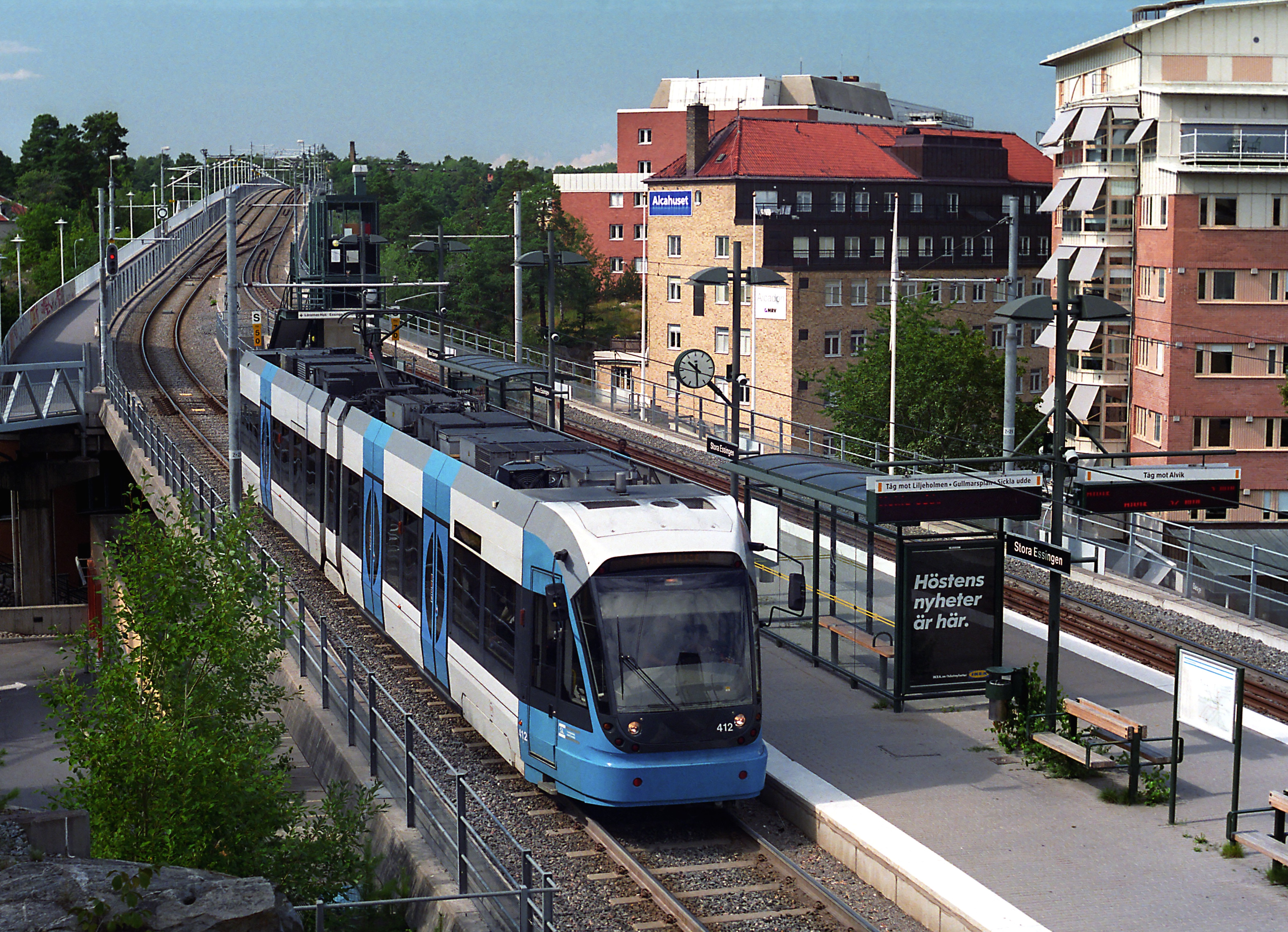
Tram naar Sickla udde, daarachter de voor de Tvärbanan nieuwgebouwde brug naar Alvik; 11 augustus 2007.

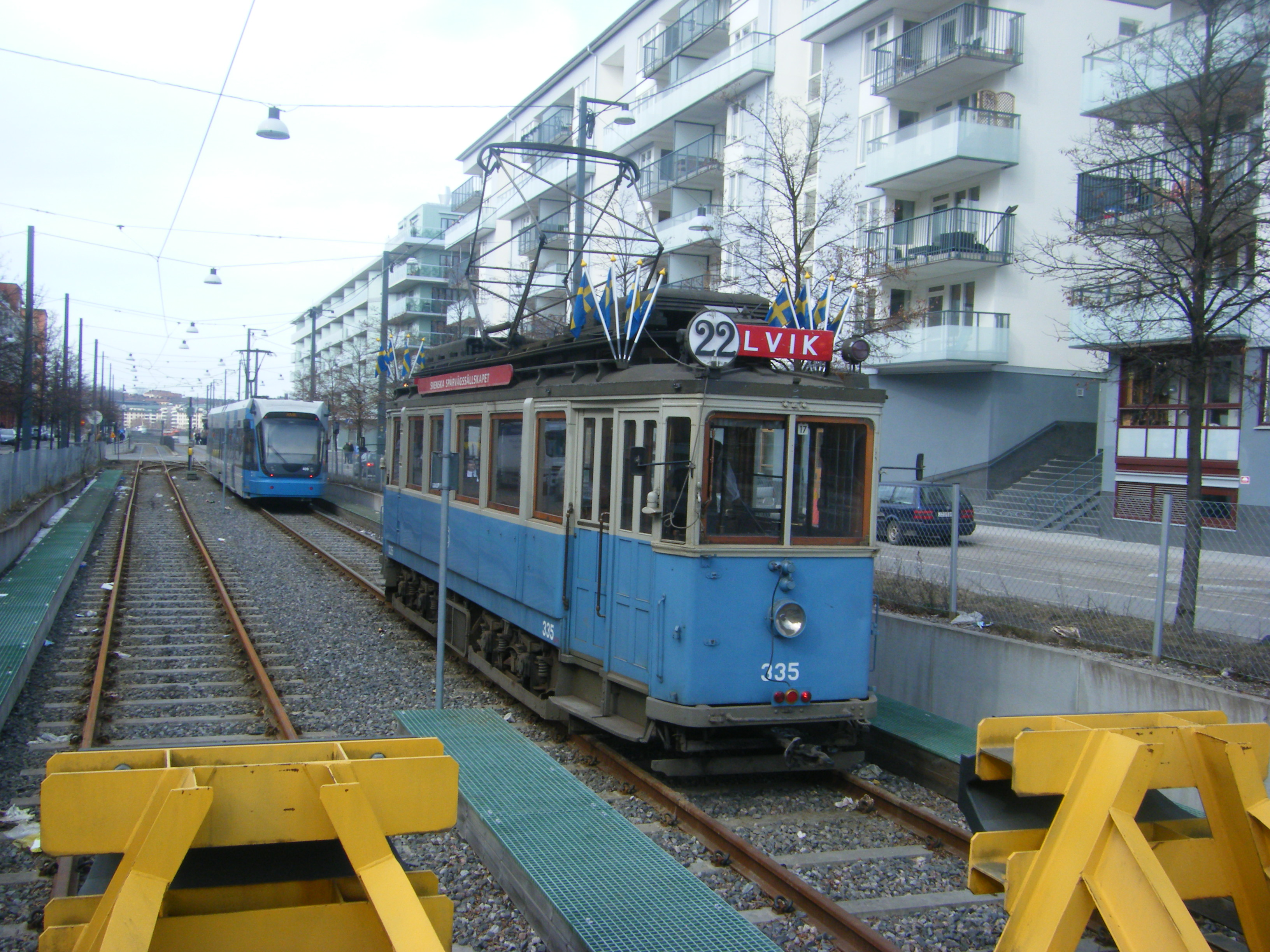
Museummotorwagen 335 op de Tvärbanan; 4 april 2010.

## Geschiedenis
Het eerste gedeelte van de lijn werd geopend op 8 januari 2000 als tramlijn 22. De noordelijke uitbreiding met 8 stations richting Solna, waar de lijn een overstapstation met de blauwe lijn van de Stockholmse metro heeft is op 28 oktober 2013 geopend. De aansluiting op het treinstation van Solna, waar een met aansluiting gecreëerd is op de Saltsjöbanan, kwam gereed in 2014. Eind 2020 werd lijn 22 vernummerd in lijn 30. In mei 2021 werd tussen Alviks strand, Norra Ulvsunda en een korte zijtak naar Bromma Flygplats lijn 31 ingesteld. 

## Toekomst
Deze zijtak wordt uitgebreid van Bromma Flygplats naar Kista en Helenelund.  